# Église Saint-Vozy de Vals-près-le-Puy
L'église Saint-Vozy est un édifice situé à Vals-près-le-Puy, en France.

## Localisation
L'église est située sur le territoire de la commune de Vals-près-le-Puy, dans le département  de la Haute-Loire, en région Auvergne-Rhône-Alpes.

## Description
De l'ancien couvent des religieuses augustines, ne reste que quelques éléments de qualité, avec la chapelle : la porte extérieure de composition classique, l'escalier rampe sur rampe à balustres torses et une porte intérieure dont les pilastres à caissonnage dateraient de 1615.
Aucun élément ne subsiste de l'époque de fondation du couvent, à l'exception peut-être de la voûte appareillée communiquant de la porte et de l'escalier jusque vers l'église atteinte par un souterrain. Les bâtiments, formant un enchevêtrement un peu confus, sont discernables à partir du XVIIe siècle. Allongements des bâtiments vers 1650, puis 1700 et en 1781, dernière construction vers la porterie, reliant l'église au couvent.
L'église, ancienne chapelle du couvent, est un témoignage authentique de l'architecture du XVIIe siècle. Jusqu'à la Révolution, la chapelle comportait un étage supérieur entièrement distribué en cellules pour les religieuses. Le chœur se trouvait à l'étage de la tribune, en arrière de celle-ci. Le clocher, foudroyé au XVIIIe siècle, a été remplacé. La nef se compose de travées et du chœur à chevet droit. La première travée servant d'entrée se situe sous la tribune, supportée par quatre arcatures sur piliers. Un arc en léger retrait constitue l'arc triomphal sur piliers et entablements doriques. Le chœur se trouve sous voûtes d'arêtes, orné d'un retable au fronton triangulaire vraisemblablement du XVIIIe siècle. Celui-ci est entouré de deux portes à voussure timbrées, à leur clef, d'une tête ailée d'angelot.

## Historique
L'histoire de Vals se rapporte au trafic important de la route du midi, aux portes du Puy, avec le passage des pèlerins et voyageurs qui sont à l'origine de la maladrerie de Saint-Benoît, dépendant de l'abbaye Notre-Dame de Pébrac dès 1200. Les religieux augustins de Saint-Benoît de Val participèrent à l'établissement des religieuses augustines de Val vers 1313. Le couvent arrondit peu à peu ses terres et ses bâtiments. Les Bourguignons l'envahissent en 1419. D'importantes réparations y sont exécutées en 1601. En 1794, le couvent est vendu comme bien national. Les Jésuites s'y installent en 1828 et y apportent des aménagements : allongement de divers bâtiments et construction vers 1870 de la chapelle des Jésuites décorée par un travail sur bois.
L'église est inscrite au titre des monuments historiques par arrêté du 8 octobre 1968.